# Józefowo (kolonia w gminie Lubraniec)
Józefowo – dawna kolonia w Polsce położona w województwie kujawsko-pomorskim, w powiecie włocławskim, w gminie Lubraniec.
W latach 1975–1998 miejscowość administracyjnie należała do województwa włocławskiego.
Nazwę zniesiono z 2023 r.